# 5639 Ćuk
Az 5639 Ćuk (ideiglenes jelöléssel (5639) 1989 PE) egy kisbolygó a Naprendszerben. Alu és Helin fedezte fel 1989. augusztus 9-én.